# Vertragsnaturschutz
Unter Vertragsnaturschutz versteht man eine Strategie der Naturschutzbehörden, die Kulturlandschaft oder bestimmte Lebensräume für Tiere und Pflanzen im freiwilligen Zusammenwirken mit Grundstücksbesitzern zu erhalten. Sie stellen für den Vertragszeitraum eine angepasste landwirtschaftliche Nutzung einer Fläche im Sinne des Naturschutzes sicher und ergänzen naturschutzrechtliche Verbote, Anzeige- und Bewilligungspflichten.
Viele Kulturlandschaften sind dadurch gefährdet und im Rückgang begriffen, dass die traditionelle (extensive) Nutzung unter den aktuellen agrarwirtschaftlichen Rahmenbedingungen nicht mehr rentabel ist. Der Vertragsnaturschutz bremst den Verlust biologischer Vielfalt, indem er verhindert, dass landwirtschaftliche Flächen aus der Nutzung fallen (Verbrachung) oder intensiviert werden. Beispielsweise ist Vertragsnaturschutz sehr effektiv geeignet, die Vielfalt von Ackerwildkräutern zu erhalten.
Mit dem Grundstücksbesitzer, in der Regel einem Landwirt, wird vertraglich vereinbart, bestimmte Nutzungsformen oder Pflegearbeiten auf dem Grundstück vorzunehmen, beispielsweise tierschonendes Mähen von Wiesen oder eine Mahd zu bestimmten Zeitpunkten. Diese Vertragsnaturschutzmaßnahmen haben in der Regel eine Laufzeit von mindestens 5 Jahren und sind darauf ausgerichtet, den Erhaltungszustand von Arten und Lebensräumen zu verbessern, oder die Ziele des europäischen Naturschutzes (Natura 2000) zu unterstützen.
Zuständig für die Antragstellung sind die jeweiligen kreisfreien Städte oder Kreise, sofern sie am Projekt teilnehmen. Die Einhaltung der Vertragsverpflichtungen wird jährlich mit EU-, Bundes-, Landes- und kommunalen Mitteln bezuschusst.